# Clibanites paradoxa
Clibanites paradoxa — вид грибів, що належить до монотипового роду  Clibanites.